# HD 83443
HD 83443是一颗位于船帆座中的橙矮星，距离太阳系大约142光年。截止2000年，至少有一颗已确认的太阳系外行星围绕其公转。

## 行星系
它的行星HD 83443 b是由米歇尔·麦耶领导的日内瓦系外行星探测小组于2000年发现的。它的最小质量与土星的质量相当，轨道是已知最靠近恒星的之一，只有地球到太阳距离的1/25。它只需要三天时间就能公转一周。这颗热木星可能半径比木星略大。
在发现第一颗行星的同一年，日内瓦的研究人员又宣布发现了另一颗行星，编号依惯例为“HD 83443 c”。它的质量比行星b略小，轨道半长轴很短，离心率很大。它的公转周期大约为28.9天。这十分有趣，因为这表明两颗行星之间存在10:1的轨道共振。然而，另一个由天文学家R·保羅·巴特勒带领的团队没有检测到任何表明第二颗行星存在的迹象。日内瓦的团队的新观测结果也不能获得这些必须的证据，因此这项发现只能撤销。这种迹象的起源在早期的数据中起了重要作用，但是至今仍不清楚具体是什么。
| 成員 (依恆星距離) | 质量     | 半長軸 (AU) | 轨道周期 (天)     | 離心率        | 傾角 | 半径 |
| ----------------- | -------- | ----------- | ----------------- | ------------- | ---- | ---- |
| b                 | >0.38 MJ | 0.039       | 2.98565 ± 0.00003 | 0.013 ± 0.013 | —    | —    |